# Отрута скорпіона
«Отрута скорпіона» («Яд скорпиона») — радянський художній фільм 1991 року, знятий режисером Володимиром Панжевим на студіях «Центрнаукфільм» і «Інтер-Т».

## Сюжет
Асоціативна пародія на фільми «Фантомас», «Калігула», «Нічний портьє» та інші (за словами режисера). Журналістка Анна чергує на телефоні «Служби довіри». Випадково вона дізнається про секту самогубців і приєднується до них.

## У ролях
- Олена Масуренкова — Анна
- Микола Ковбас — головна роль
- Сергій Данилевич — роль другого плану
- Патрік Ролан — роль другого плану
- Василь Стоноженко — роль другого плану
- Ірина Толстих — роль другого плану
- Олександр Числов — «Малюк»
- Оксана Фомічова — роль другого плану
- Паша Личнікофф — роль другого плану
- Франсуа Дем'є — роль другого плану
- Римма Аганіна — епізод
- О. Бондаревич — епізод
- Л. Бурлакова — епізод
- М. Виноградов — епізод
- Е. Гефт — епізод
- Володимир Ільїн — епізод
- Є. Кондрашина — епізод
- Оксана Мерзлікіна — епізод
- Ю. Павлова — епізод
- Володимир Панжев — епізод
- Б. Пащенко — епізод
- Є. Плотникова — епізод
- Ігор Рибаков — епізод
- М. Сичкова — епізод
- В. Соловйов — епізод
- Є. Степанов — епізод
- Л. Філатова — епізод
- М. Хаустова — епізод
- Є. Шашкова — епізод
- Т. Марієнко — епізод
- О. Бабенко — епізод
- В. Шумов — епізод
- Г. Звягінцева — епізод
- О. Медведєва — епізод
- Є. Іванова — епізод
- Іван Забіяка — епізод
- М. Денисов — епізод
- В. Новиков — епізод
- А. Лаптєв — епізод
- А. Федякін — епізод
- В. Антипова — епізод
- Б. Люксембург — епізод
- В. Шибін — епізод

## Знімальна група
- Режисер — Володимир Панжев
- Сценаристи — Володимир Панжев, Володимир Плешаков
- Оператори — Анатолій Петрига, Ірина Уральська
- Композитор — Павло Овсянников
- Художники — Олег Антіпов, Володимир Панжев